# Bryaninops natans
Bryaninops natans är en fiskart som beskrevs av Larson, 1985. Bryaninops natans ingår i släktet Bryaninops och familjen smörbultsfiskar. Inga underarter finns listade.